# Gränna
Gränna este un oraș în Suedia.

## Demografie
| \| Evoluția demografică a zonei urbane Gränna, 1970–2015 \| Evoluția demografică a zonei urbane Gränna, 1970–2015 \| Evoluția demografică a zonei urbane Gränna, 1970–2015 \| Evoluția demografică a zonei urbane Gränna, 1970–2015 \| Evoluția demografică a zonei urbane Gränna, 1970–2015 \| \| --------------------------------------------------------------------------------------- \| ----------------------------------------------------- \| ----------------------------------------------------- \| ----------------------------------------------------- \| ----------------------------------------------------- \| \| An \| \| \| Locuitori \| \| \| 1970 \| 1970 \| \| 2.052 \| 2.052 \| \| 1975 \| 1975 \| \| 2.144 \| 2.144 \| \| 1980 \| 1980 \| \| 2.301 \| 2.301 \| \| 1990 \| 1990 \| \| 2.538 \| 2.538 \| \| 1995 \| 1995 \| \| 2.558 \| 2.558 \| \| 2000 \| 2000 \| \| 2.574 \| 2.574 \| \| 2005 \| 2005 \| \| 2.578 \| 2.578 \| \| 2010 \| 2010 \| \| 2.553 \| 2.553 \| \| 2015 \| 2015 \| \| 2.726 \| 2.726 \| \| Sursa: SCB - Statistika Centralbyrån, Folkmängden per tätort. Vart femte år 1960 - 2016 \| \| \| \| \| |      |  |           |       |
| Evoluția demografică a zonei urbane Gränna, 1970–2015 |      |  |           |       |
| An |      |  | Locuitori |       |
| 1970 | 1970 |  | 2.052     | 2.052 |
| 1975 | 1975 |  | 2.144     | 2.144 |
| 1980 | 1980 |  | 2.301     | 2.301 |
| 1990 | 1990 |  | 2.538     | 2.538 |
| 1995 | 1995 |  | 2.558     | 2.558 |
| 2000 | 2000 |  | 2.574     | 2.574 |
| 2005 | 2005 |  | 2.578     | 2.578 |
| 2010 | 2010 |  | 2.553     | 2.553 |
| 2015 | 2015 |  | 2.726     | 2.726 |
| Sursa: SCB - Statistika Centralbyrån, Folkmängden per tätort. Vart femte år 1960 - 2016 |      |  |           |       |

## Personalități marcante
- Salomon August Andrée, explorator polar